# Kaplica św. Barbary w Szczercowie
Kaplica św. Barbary – zabytkowy drewniany kościół katolicki znajdujący się w Szczercowie w powiecie bełchatowskim, w województwie łódzkim. Jest kaplicą cmentarną w Parafii Narodzenia Najświętszej Maryi Panny w Szczercowie w dekanacie szczercowskim, w archidiecezji łódzkiej.

## Historia
Drewniany kościół, obecnie kaplica, pw. św. Barbary wybudowany został w XVII wieku w Puszczy. Był kościołem parafialnym parafii św. Leonarda w Puszczy Osińskiej. W 1741 przeprowadzono renowację tego obiektu. Po likwidacji parafii św. Leonarda w 1790 świątynia stopniowo podupadała.
W 1868 po pożarze kościoła św. Piotra i Pawła mieszczanie szczercowscy zakupili puszczański kościół i ustawili przy rynku, gdzie stał do 1872, do czasu ukończenia budowy nowej murowanej świątyni. W roku tym został rozebrany i przeniesiony na cmentarz parafialny, gdzie stoi do dziś pełniąc funkcję kaplicy. W przypisach do Liber Beneficiorum Jana Łaskiego wspomina się, że przy kościółku ˌˌprzemieszkiwał pustelnikˈˈ.

## Architektura i wyposażenie
Kościół jest orientowany, drewniany, wybudowany w konstrukcji zrębowej, oszalowany deskami i posadowiony jest na murowanym z cegieł fundamencie. Prezbiterium jest prostokątne, zamknięte trójbocznie. Ściany kwadratowej nawy są wzmocnione lisicami i ozdobione malowanymi płycinami, które zwieńczono łukami. Prezbiterium ozdobione we wnętrzu gwiazdami na szarym tle. Nad wejściem do kruchty łuk z inskrypcją REPARAVIT HANG ECCLESIAN JACOB AD 1741, datą pierwszego remontu świątyni. Podłoga drewniana z desek. Dach kryty blachą, dwuspadowy, nad prezbiterium wielospadowy. W kalenicy dachu kwadratowa sygnaturka. Na tylnej ścianie ołtarza głównego jest umieszczony epigraf: Kaplica ta odrestaurowana i malowana staraniem i nakładem Mateusza Topolskiego, Antoniego Gadomskiego w 1880/1881 roku.

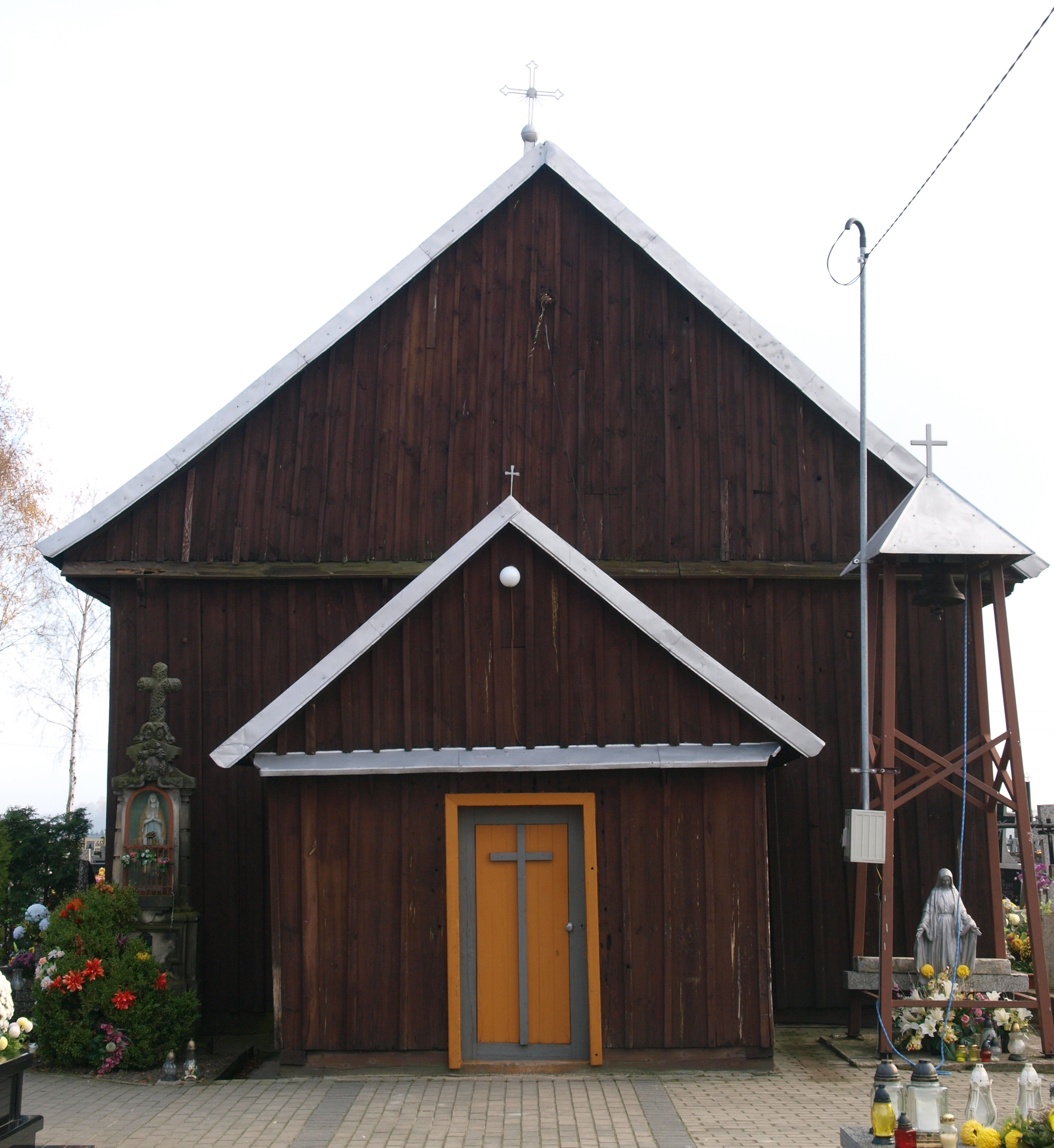
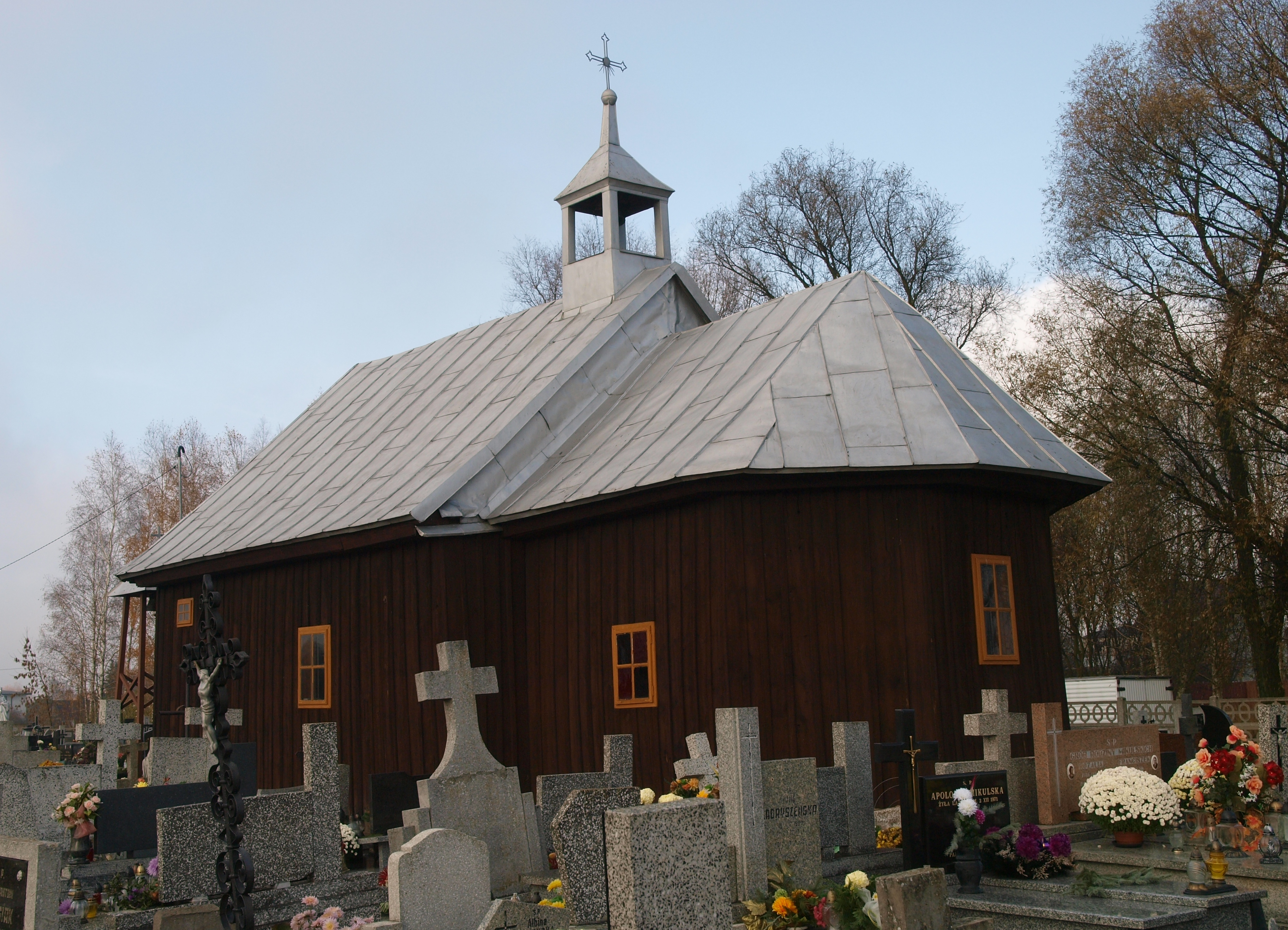
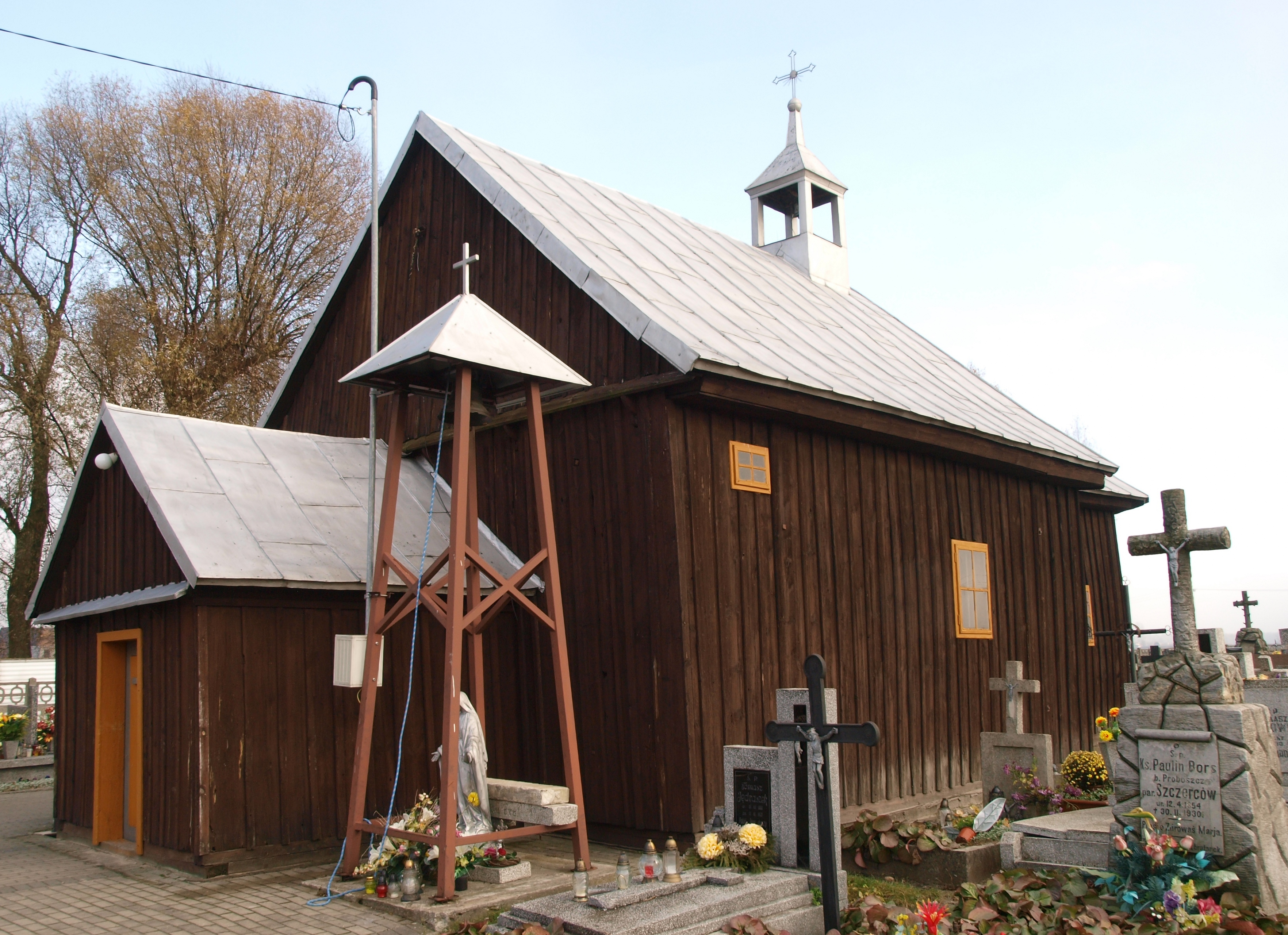